# Yakov Petrovich Polonsky
Yakov Petrovich Polonsky (tiếng Nga: Яков Петрович Полонский; 18 tháng 12 năm 1819 - 30 tháng 10 năm 1898) là một nhà văn, nhà thơ Nga.

## Tiểu sử
Yakov Polonsky sinh ở Ryazan trong một gia đình có gốc gác quý tộc đã sa sút. Năm 1838 học xong trường gymnazy, ông vào học khoa luật Đại học Moskva. Thời kỳ sinh viên làm quen với các nhà thơ Apollon Aleksandrovich Grigoryev, Afanasy Afanasievich Fet, những người đánh giá cao tài thơ của Polonsky. Năm 1840 in những bài thơ đầu tiên trên tạp chí sinh viên Подземные ключи, tạp chí Отечественные записки và tạp chí Москвитянин danh tiếng thời đó. Năm 1844 in tập thơ đầu tiên Гаммы chịu ảnh hưởng thơ của Mikhail Yuryevich Lermontov.
Sau khi tốt nghiệp đại học, Yakov Polonsky đi về thành phố Odessa, in tập thơ Стихотворения 1845, trở thành một nhân vật nổi tiếng trong giới văn nghệ sĩ của thành phố, mặc dù tập thơ này không được các nhà phê bình đánh giá cao. Cũng trong thời gian này ông bắt đầu có ý định viết tiểu thuyết Дешевый город (1879). Năm 1846 ông chuyển về thành phố Tiflis, làm biên tập của báo Закавказский вестник, năm 1849 in tập thơ Сазандар. Năm 1851 ông trở về Sankt-Peterburg tiếp tục hoạt động văn học. Năm 1857 ông sang Ý học hội họa, trở về Sankt-Peterburg làm biên tập của tạp chí Русское слово. Thời gian này ông cùng Fet, Apollon Nikolayevich Maykov thành lập nhóm thơ поэтический триумвират, giành được sự mến mộ của bạn đọc, Polonsky trở thành một nhà thơ rất được yêu thích. Năm 1890 ông viết cho nhà thơ Afanasy Fet: "qua thơ tôi sẽ biết được tiểu sử của tôi". Theo nguyên tắc này, ông tập hợp một tuyển tập tác phẩm của mình gồm 5 tập, xuất bản năm 1896. Yakov Polonsky mất ở Sankt-Peterburg năm 1896.

## Tác phẩm
- Стихотворения 1845 год (1845)
- Сазандар (1849)
- Дешевый город (1879)
- Рассказы (1859)
- Вечерний звон (1890)
- Чайка (1860)
- Безумие горя (1860)
- Признания Сергея Чалыгина (1867)
- Женитьба Атуева (1869)
- Полное собрание сочинений (1896)
- Полонский Я. Стихотворения. Вступит. статья, подготовка текста и примеч. Б.Эйхенбаума. Л., 1954
- Орлов П.А. Я.П.Полонский. Рязань, 1961
- Лагунов А.И. Лирика Я.Полонского. Ставрополь, 1974
- Полонский Я. Лирика. Проза. М., 1984

## Một vài bài thơ
| Đêm Tại vì đâu ta yêu mi, đêm sáng Ta yêu mi, đau khổ ngắm mi thôi Tại vì đâu ta yêu mi, đêm lặng Mi không gửi yên lặng cho ta mà gửi cho người! Ta có bầu trời-sao-trăng với mây xa Ánh sáng này thoáng vút qua trên đá Sẽ biến thành giọt sương ở cành hoa Như con đường vàng chạy trên biển cả. Tại vì đâu ta yêu đêm bàng bạc Có xua đi những nước mắt đắng cay Trả cho tim câu trả lời khao khát Giải cho ra câu hỏi khó khăn này! Ta có đêm trên đồi - tiếng cây lá ngủ Biển tối rì rào tiếng sóng muôn đời Trong vườn đêm, tiếng côn trùng, sâu bọ Hay đồng thanh rào rạt mạch nước trôi. Tại vì đâu ta yêu tiếng đêm huyền bí Liệu có làm mát lên oi ả trong hồn Có dịu bớt trong cuồng điên ý nghĩ Tất cả những gì trong yên lặng rõ ràng hơn! Ta chẳng biết vì sao ta yêu mi, đêm tối Ta yêu mi, đau khổ ngắm mi thôi! Ta chẳng biết vì sao ta yêu mi, đêm tối Có lẽ tại vì yên lặng quá xa xôi! Cuộc trò chuyện cuối cùng Chim họa mi đang hót trong vườn êm Những ánh lửa bên kia đầm đã lụi Đêm tĩnh lặng. Có phải em đang buồn Rằng hai chúng mình vẫn còn ở lại? Anh không muốn cùng với em chia tay Anh không muốn từ giã chiếc ghế này Nơi em nghe họa mi trong đêm hót Và thả hồn theo những giấc mơ say. Đừng bối rối! Không phải về chuyện cũ Không phải anh đã có thể yêu em Không phải vì sao con tim nức nở Anh không nói về chuyện đó với em. Lời của anh hồi hộp và lo lắng… Tốt hơn là nghe tiếng hót họa mi Vì một lẽ, chim họa mi thì chẳng Yêu và nhầm, rồi đau đớn nhường kia. Nhưng họa mi đã yên trong đêm vắng Chim hạnh phúc bay về với lặng yên… Em hãy chúc cho anh đêm tĩnh lặng Hẹn một ngày sẽ gặp lại cùng em! Hãy chúc anh một đêm không để ý Và những người khác tỉnh giấc trên trời Nơi anh có thể cùng em gặp gỡ Với bài ca họa mi ở trên môi! Tình yêu lạnh lẽo Cuộc sống có nhiều chuyện làm anh suy nghĩ Và khi em âu yếm hôn anh Mà anh không đáp bằng nụ hôn như thế "Thì em đừng buồn, đừng trách cứ gì anh! Tình anh từ lâu không vui vẻ mơ màng Nhưng mà hãy vẫn còn chưa yên ngủ Và trở thành tấm khiên che chở Cho em khỏi những đau buồn. Tình yêu anh không hề phụ tình em Như áo giáp trên ngực người tráng sĩ Trong trận đánh, áo giáp này chung thủy Nhưng làm gì có nồng ấm đâu em! Không phụ em, nhưng nếu em phụ anh Và sinh lời đàm tiếu Thì khi em hiểu ra cuộc đời khó khăn Em sẽ nhớ về tình yêu lạnh lẽo. Bản dịch của Nguyễn Viết Thắng. | Ночь Отчего я люблю тебя, светлая ночь,- Так люблю, что страдая любуюсь тобой! И за что я люблю тебя, тихая ночь! Ты не мне, ты другим посылаешь покой!.. Что мне звезды - луна - небосколон - облака - Этот свет, что, скользя на холодный гранит, Превращает в алмазы росинки цветка, И, как путь золотой, через море бежит? Ночь!- за что мне любить твой серебряный свет! Усладит ли он горечь скрываемых слез, Даст ли жадному сердцу желанный ответ, Разрешит ли сомненья тяжелый вопрос! Что мне сумрак холмов - трепет сонный листов - Моря темного вечно-шумящий прибой - Голоса насекомых во мраке садов - Гармонический говор струи ключевой? Ночь!- за что мне любить твой таинственный шум! Освежит ли он знойную бездну души Заглушит ли он бурю мятежную дум - Все, что жарче впотьмах и слышнее в тиши! Сам не знаю, за что я люблю тебя, ночь,- Так люблю, что страдая любуюсь тобой! Сам не знаю, за что я люблю тебя, ночь,- Оттого, может быть, что далек мой покой!- Последний разговор Соловей поет в затишье сада; Огоньки потухли за прудом; Ночь тиха.- Ты, может быть, не рада, Что с тобой остался я вдвоем? Я б и сам желал с тобой расстаться; Да мне жаль покинуть ту скамью, Где мечтам ты любишь предаваться И внимать ночному соловью. Не смущайся! Ни о том, что было, Ни о том, как мог бы я любить, Ни о том, как это сердце ныло,- Я с тобой не стану говорить. Речь моя волнует и тревожит... Веселее соловью внимать, Оттого что соловей не может Заблуждаться и, любя, страдать... Но и он затих во мраке ночи, Улетел, счастливец, на покой... Пожелай и мне спокойной ночи До приятного свидания с тобой! Пожелай мне ночи не заметить И другим очнуться в небесах, Где б я мог тебя достойно встретить С соловьиной песнью на устах! Холодная любовь Когда, заботами иль злобой дня волнуем, На твой горячий поцелуй Не отвечаю я таким же поцелуем,- Не упрекай и не ревнуй! Любовь моя давно чужда мечты веселой, Не грезит, но зато не спит, От нужд и зол тебя спасая, как тяжелый, Ударами избитый щит. Не изменю тебе, как старая кольчуга На старой рыцарской груди; В дни беспрерывных битв она вернее друга, Но от нее тепла не жди! Не изменю тебе; но если ты изменишь И, оклеветанная вновь, Поймешь, как трудно жить, ты вспомнишь, ты оценишь Мою холодную любовь. |